# Bogel
Bogel település Németországban, Rajna-vidék-Pfalz tartományban. Lakosainak száma 819 fő (2023. december 31.). Bogel Niederwallmenach és Ruppertshofen községekkel határos.

## Népesség
A település népességének változása:
| Lakosok száma | 665  | 769  | 777  | 800  | 810  | 819  |
|               | 1975 | 2017 | 2019 | 2021 | 2022 | 2023 |